# María Durán Febrer
María Durán Febrer (Manacor, Baleares, 1953) es una jurista feminista española especializada en derechos de las mujeres. Desde de 2019 es directora del Instituto Balear de la Mujer. También fue vicepresidenta de la Asociación de Mujeres Juristas Themis, organización que presidió de 1998 hasta 2002. De 2007 a 2011 fue directora general de Responsabilidad Social del Gobierno Balear. Fue corredactora de la primera Proposición de Ley Integral contra la violencia de género presentada en España por el PSOE a principios del 2000 y aprobada en 2004.

## Trayectoria
Licenciada en Derecho, abogada en ejercicio desde 1985 se especializó en derecho de familia y derecho penal centrándose desde el primer momento en la defensa de los derechos de las mujeres.

Cuando estudié la carrera, pude comprobar como muchos dogmas del Derecho Romano establecían el poder del pater familias sobre la mujer y los hijos e hijas. Estas normas habían llegado hasta nuestro tiempo y seguían estando vigentes, atemperadas pero vigentes (todavía tenemos una institución que se llama patria-potestad). A mis principios de lucha por la igualdad entre mujeres y hombres se unió el conocimiento empírico de que en cada calle, en cada bloque de viviendas, hay por lo menos una mujer que es víctima de violencia de género.
María Duran

Desde 1994 es profesora de Derecho y Género en los Seminarios de Práctica Jurídica no discriminatoria organizados por la Asociación de Mujeres Juristas Themis y desde 1998 de los cursos organizados por el Ministerio de Justicia sobre derechos de las mujeres para funcionarios judiciales. 
De 1991 hasta 1994 fue Delegada del Colegio de Abogados de Baleares en el Partido Judicial de Manacor y fue también cofundadora de la Sección de la Mujer del Colegio de Abogados de Baleares. De 1991 hasta 2007 ha sido también integrante de la Coordinadora Estatal de Mujeres Abogadas.
En febrero de 1998 asumió la presidencia de la Asociación de Mujeres Juristas Themis sustituyendo en la presidencia a la fundadora de la organización Alicia Herrera Rivera, presidencia que asumió hasta 2002. La organización está formada por abogadas, procuradoras, magistradas y secretarias judiciales de España que tienen como objetivo promover la igualdad en el mundo de la justicia, especialmente a la hora de abordar asuntos que afectan a las mujeres. Dos décadas después, Durán se mantiene vinculada a la asociación y en 2018 ocupa una de las vicepresidencias.
De 2001 a 2005 formó parte también de la junta directiva de la Asociación Europea de Mujeres Abogadas (European Women Lawyers Association EWLA).
Desde su creación en 2017 forma parte del Consejo Asesor para las políticas de igualdad del PSOE. También es miembro de la comisión del Ministerio de Justicia para la Incorporación de la Perspectiva de Género en la Ley de Enjuiciamiento Criminal.
Durán es militante del Partido Socialista de las Islas Baleares.

### Trayectoria institucional
En la legislatura autonómica 2007-2011 asumió la dirección general de Responsabilidad Social del Gobierno Balear.
En 2019 fue nombrada directora del Instituto de la Mujer del Gobierno Balear en sustitución de Rosa Cursach (Més per Mallorca), nombrada nueva directora de igualdad en el Consejo Insular de Mallorca.

## Violencia contra las mujeres
María Duran es una de las juristas españolas pioneras en la lucha contra la violencia hacia las mujeres en el ámbito de la justicia. Desde sus inicios como abogada a principios de los años 80 ha llevado más de 10.000 casos. De 1999 a noviembre de 2000 fue coordinadora del proyecto europeo Daphne "Proteger" en materia de violencia contra las mujeres e infancia y fue co-redactora de la Primera Proposición de Ley Integral contra la violencia de género presentada en el 2000 por el Grupo Parlamentario del PSOE y finalmente aprobada en 2004. Durán considera con respecto a la Ley Integral contra la Violencia de Género que no ha tenido su desarrollo y cuestiona que se haya invertido el mínimo en la ley. Ha formado parte del grupo de personas expertas del Ministerio de Igualdad que elaboró la Ley orgánica de Salud Sexual y Reproductiva e Interrupción Voluntaria del Embarazo y ha sido redactora de los borradores de leyes de igualdad de mujeres y hombres de varias comunidades autónomas.

## Publicaciones

### Artículos
- Análisis jurídico-feminista de la Ley Orgánica de Medidas de Protección Integral contra la Violencia de Género. Revista Artículo 14. Una perspectiva de género. Instituto de la Mujer. Número 17. Diciembre de 2004. Págs..4 y 5.
- La Ley contra la Violencia de Género en el contexto internacional. Temas para el Debate. 2005

### Libros
Es coautora de los libros: 
- “Democracia Paritaria, análisis y revisión de las leyes electorales vigentes en Europa”
- “Los desafíos de la familia matrimonial”
- “Tratamiento Penal de la violencia domestica”
- “Guía de Buenas Practicas Forenses en Materia de Violencia de Género”